# Taktgefühl
Taktgefühl (auch kurz Takt, veraltet Zartsinn) ist die umgangssprachliche Bezeichnung für die Fähigkeit, mit anderen Menschen in Kontakt zu stehen, ohne sie zu brüskieren oder zu beschämen oder ihnen unangemessen zu nahe zu treten. Es kann sich auch zur Charaktereigenschaft verfestigen. Helmuth Plessner bezeichnete den Takt als den „ewig wache(n) Respekt vor der anderen Seele und damit die erste und letzte Tugend des menschlichen Herzens“.
Soziologisch wird Takt in einen „Satz von Verhaltensformen für Kommunikationspartner“ gefasst, die die Selbstdarstellung des anderen nicht durchbrechen wollen „und ihn auch dort noch schonen, wo er unglaubhaft wird“. Bestandteil eines taktvollen Handelns ist, dass es unauffällig bleibt. Niklas Luhmann hat in seiner Sozialtheorie darauf hingewiesen, „daß Takt nur mittels Erwartung von Erwartungen möglich ist“, zudem „nicht einfach die Erfüllung fremder Erwartungen“ ist, „sondern ein Verhalten, mit dem A sich als derjenige darstellt, den B als Partner braucht, um derjenige sein zu können, als der er sich A gegenüber darstellen möchte“.
Taktgefühl, auch wegen der erforderlichen Sensibilität in übertragener Weise Fingerspitzengefühl genannt, drückt sich im Konkreten sowohl darin aus, was gesagt, gefragt oder getan wird, als auch darin, auf welche Weise und zu welchem Zeitpunkt dies geschieht, wobei es auch eine Rolle spielt, in welchem Verhältnis die jeweiligen Personen zueinander stehen.

## Taktgefühl im Verhalten gegenüber Menschen
Taktgefühl setzt die Fähigkeit voraus, ein Maß zu erspüren und es als nicht zu überschreitende Grenze zu respektieren. Dieses Maß ist für jeden Menschen anders und daher nicht objektiv ermittelbar. Es wird durch Vorbild und Weltkenntnis erworben oder bestärkt und setzt Toleranz voraus. Es ist deshalb nicht gang und gäbe.
Im Jahr 1788 schrieb Adolph Freiherr Knigge im 1. Kapitel seines Buches Über den Umgang mit Menschen:

„Enthülle nie auf unedle Art die Schwächen Deiner Nebenmenschen, um Dich zu erheben! Ziehe nicht ihre Fehler und Verirrungen an das Tageslicht, um auf ihre Unkosten zu schimmern!“

und wies darauf hin, dass „die Kunst des Umgangs mit Menschen“ erlernt werden kann:

„Der, welchen nicht die Natur schon mit dieser glücklichen Anlage hat geboren werden lassen, erwerbe sich Studium der Menschen, eine gewisse Geschmeidigkeit, Geselligkeit, Nachgiebigkeit, Duldung, zu rechter Zeit Verleugnung, Gewalt über heftige Leidenschaften, Wachsamkeit auf sich selber und Heiterkeit des immer gleich gestimmten Gemüts; und er wird sich jene Kunst zu eigen machen; doch hüte man sich, dieselbe zu verwechseln mit der schändlichen, niedrigen Gefälligkeit des verworfenen Sklaven, der sich von jedem mißbrauchen läßt, sich jedem preisgibt; um eine Mahlzeit zu gewinnen, dem Schurken huldigt, und um eine Bedienung zu erhalten, zum Unrechte schweigt, zum Betruge die Hände bietet und die Dummheit vergöttert!“

Eng mit dem Taktgefühl verknüpft ist auch die Achtsamkeit zur Vermeidung von Gesichtsverlust, die beispielsweise im sozialen Umgang in Japan, China und anderen asiatischen Ländern von großer Bedeutung ist.

## Taktgefühl im Berufsleben
Das Taktgefühl ist nicht mit professioneller Behutsamkeit, Einfühlsamkeit oder Zurückhaltung zu verwechseln, obwohl es sich darin äußern kann. Denn bei den auf sachtes Vorgehen hin ausgebildeten Berufstätigen, wie zum Beispiel bei Priestern oder Psychoanalytikern, ist deren Bestreben, andere zu beeinflussen, vorauszusetzen.

## Taktgefühl in Wirtschaft und Politik
Mangelndes Taktgefühl wird Personen in Führungsfunktionen vorgeworfen, wenn sie eine wirtschaftliche oder politische Machtposition in einer Weise ausnutzen, die als unangemessen gilt oder ihnen persönlichen Vorteil bringt. 
So warf beispielsweise 2007 Bundeswirtschaftsminister Michael Glos dem Vorstandschef der Deutschen Post, Klaus Zumwinkel, mangelndes Taktgefühl bezüglich des Zeitpunkts von Aktienverkäufen der Post-AG vor.
Ebenfalls erregte die 2008 vorgesehene Erhöhung von Abgeordnetendiäten Unmut über fehlendes Taktgefühl.
Im Schriftdeutsch und der Presse wird häufig der Begriff Pietätsgründe z. B. für Veranstaltungsabsagen verwendet.

## Kritik
Taktgefühl geht der Höflichkeit voraus. Dabei können aus Unerfahrenheit, Unachtsamkeit, Übervorsichtigkeit, falscher Scham oder im Zuge der Ereignisse Irrtümer passieren; z. B. indem entweder der richtige Zeitpunkt verpasst wird, oder jemand vor einer Wahrheit geschont wird, die ihn danach umso härter ereilt.
Ein ähnliches Problem mit Taktgefühl besteht darin, dass es sich nicht um einen physiologischen Sinn handelt. Vielmehr basiert Taktgefühl auf Intuition und dem Wissen über kulturelle und persönliche Zusammenhänge. Taktgefühl ist damit anfällig für kognitive Verzerrungen.
Der Vorwurf des „mangelnden Taktgefühls“ wird zudem, analog zum „fehlenden Hausverstand“, als rhetorisches Werkzeug eingesetzt, um das Verhalten einer anderen Person abzuwerten, wenn es an sachlichen Argumenten mangelt.

## Taktlosigkeit
In der Medizin gilt die Taktlosigkeit als  „fehlende Rücksicht auf die Gefühle anderer entweder als ein Konstitutionsmerkmal (Gefühlsarmut) oder aber als pathologisch infolge affektiver Enthemmung (Alkoholismus, Frontalhirnprozess, progressive Paralyse, Manie) oder infolge fehlender Einsicht (Demenz, Schizophrenie).“ Ein fehlendes Rhythmusgefühl ist ein Symptom der Amusie.